# 伊東美咲
伊東 美咲（いとう みさき、1977年5月26日 - ）は、日本のタレント、モデル、女優。かつては多くのドラマや映画に出演していたが、現在芸能活動は女優業のみ無期限休止中。福島県いわき市出身。研音所属。結婚後はハワイで暮らしている。

## 来歴
福島県いわき市で生まれ育ち、福島県立遠野高等学校中退、千代田高等学校（途中編入し卒業）、大阪千代田短期大学幼児教育科卒業。高校に途中編入してから短大の期間は大阪府の親戚の下で過ごす。短大2年生の夏前に大阪・心斎橋でスカウトされたのがきっかけで芸能界入り。
1999年、アサヒビールイメージガールを務め、『CanCam』の専属モデルも務めた。その他、資生堂『ピエヌ』やゲートウェイ、チョーヤ梅酒などのテレビCMに出演。2000年のフジテレビ『らぶ・ちゃっと』で女優としてテレビドラマデビューを果たす。同年にテレビドラマ『ラブコンプレックス』（フジテレビ）で初の連続ドラマレギュラー出演。
その後、2002年に放送された『ごくせん』などの多数のテレビドラマ、映画に出演し、知名度を上げていく。 同年にテレビ朝日『逮捕しちゃうぞ』でドラマ初主演を果たす。また同年に宮部みゆき原作・森田芳光監督の『模倣犯』で映画デビュー。謎の失踪を遂げるOL・古川鞠子役を演じ、スクリーンでも鮮烈な印象をアピールした。
2003年、フジテレビのバレーボール中継では≪全日本・勝利の女神≫として『ワールドカップ』に、2004年『アテネ五輪世界最終予選』のイメージキャラクターに就任。同年に、テレビドラマ 『愛し君へ』（フジテレビ）に出演。また同年に再び森田芳光監督と組んだ『海猫』で初主演をつとめ、昔堅気である漁師の夫と心優しい義弟の間で揺れ動く人妻役で初のベッドシーンにも挑戦した。この役で日本アカデミー賞の新人俳優賞を受賞。
2005年、資生堂『マキアージュ』初代イメージキャラクターに就任。『ワールドグランプリ』のサポーターを務めた。同年にテレビドラマ『電車男』ではオタク青年の憧れのお嬢様役で出演。引き続きヒロインを演じた。また同年、同局の『危険なアネキ』もヒットし、ゴールデンアロー賞の放送賞ドラマ部門を受賞した。
2006年、タレントCM起用社数ランキングで年間首位を獲得。以後も2006年『サプリ』（フジテレビ）、2007年『山おんな壁おんな』、2008年『エジソンの母』 で主演した。
2010年の第1子出産を機に子育てのため当面の間芸能活動を無期限休止。
2011年7月27日、所属事務所が行った東日本大震災の復興支援ファン合同チャリティーイベント『Message 2011』に出演し、久々に公の場に登場した。
2014年5月13日、芸能活動を再開することを発表。公式ブログをスタートさせた。
2015年の第2子出産を機に子育てのため再び芸能活動（女優業のみ）を無期限休止。
2021年8月18日放送の『突然ですが占ってもいいですか?』（フジテレビ）で約12年ぶりのテレビ出演を果たす。
2022年9月1日、『徹子の部屋』に初出演を果たした。

## 人物

### エピソード
- コンタクトレンズを使用。
- 部活は中学生時代がソフトボール部、短大時代がバレーボール部[2]。
- 小学6年生の時に身長が162cm - 163cmあり、学年で一番背が高くて、男女一緒でも一番高かったという[7]。

### 資格
- 大阪千代田短期大学幼児教育科在学中に幼稚園教諭二種免許状や社会福祉主事任用資格などを取得している。着付けの準師範の資格[8]。

### 家族
- 兄弟は姉・弟・妹がいる。

- 2009年11月18日、大手パチンコ機器メーカー京楽産業社長の榎本善紀（えのもと よしのり、1968年9月27日 - ）と入籍[9]。

- 2010年3月15日、公式ウェブサイト上で妊娠6ヶ月であることを発表した。同年6月27日に第1子（長女）を出産[10][11]。その後子育てのため当面の間芸能活動を無期限休止。

- 2015年3月4日、第2子妊娠を発表[12]。6月23日、第2子男児（長男）を出産[13]。その後子育てのため再び芸能活動を無期限休止（女優業のみ。他の芸能活動は継続）。

- 2019年5月1日、前年末に第3子女児を出産していたことが公表される[14]。

## 出演

### 映画
- 模倣犯 （2002年） - 古川鞠子 役
- The Snow （2002年・香港映画） - 瑠璃子 役
- ダメジン （2002年・公開は2006年7月） - タンク 役
- 黄泉がえり （2003年） - 斉藤幸子 役
- 呪怨 （2003年） - 徳永仁美 役
- ナインソウルズ （2003年） - ユリナ 役
- 海猫 （2004年） - 主演・野田薫 役
- いぬのえいが （2005年） - 白鳥美咲 役
- 電車男 （2005年） - 若い女 役
- 釣りバカ日誌16 浜崎は今日もダメだった♪♪ （2005年） - 河口美鈴 役
- about love アバウト・ラブ/関於愛 （2005年）
- 椿山課長の七日間 （2006年） - 和山椿 役
- ラストラブ （2007年） - 上原結 役
- Life 天国で君に逢えたら （2007年） - 飯島寛子 役

### 連続ドラマ
- ラブコンプレックス （2000年10月-12月 フジテレビ系） - 野乃リリ 役
- 新・お水の花道 （2001年4月-6月 フジテレビ系） - みずき 役
- ビューティ7 （2001年7月-9月 日本テレビ系） - 葉月 役
- 水曜日の情事 （2001年10月-12月 フジテレビ系） - 浜崎由香子 役
- ごくせん （2002年4月-6月 日本テレビ系） - 藤山静香 役
- ランチの女王 （2002年7月-9月 フジテレビ系） - 塩見トマト 役
- 逮捕しちゃうぞ （2002年10月-12月 テレビ朝日系） - 主演・辻本夏実 役
- 東京ラブ・シネマ （2003年4月-6月 フジテレビ系） - 坂本理紗 役
- クニミツの政 （2003年7月-9月 関西テレビ・フジテレビ系） - 佐和真澄 役
- 愛し君へ （2004年4月-6月 フジテレビ系） - 浅倉亜衣 役
- ホットマン2 （2004年10月-12月 TBS系） - 降矢志麻 役
- タイガー&ドラゴン （2005年4月-6月 TBS系） - メグミ 役
- 電車男 （2005年7月-9月 フジテレビ系） - 主演・青山沙織 役
- 危険なアネキ （2005年10月-12月 フジテレビ系） - 主演・皆川寛子 役
- サプリ （2006年7月-9月 フジテレビ系） - 主演・藤井ミナミ 役
- 山おんな壁おんな （2007年7月-9月 フジテレビ系） - 主演・青柳恵美 役
- エジソンの母 （2008年1月-3月 TBS系） - 主演・鮎川規子 役
- ロト6で3億2千万円当てた男 （2008年7月4日 テレビ朝日系） - 宝くじ売場の店員 役

### 単発ドラマ
- らぶ・ちゃっと （2000年4月（第1話）・5月（第4話）・7月（第11話） フジテレビ系） - 奥泉ゆき 役
- マッハブイロク特別ドラマ big大作戦（2000年6月29日 フジテレビ系） - みずき 役
- ごくせんスペシャル さよなら3年D組（2003年3月 日本テレビ系） - 藤山静香 役
- 流転の王妃・最後の皇弟 （2003年11月 テレビ朝日系） - 他他拉貴人 役
- ブラックジャックによろしく 〜涙のがん病棟編〜 新春スペシャル （2004年1月 TBS系） - 内海まどか 役
- 弟 （2004年11月 テレビ朝日系） - 松山章子 役
- タイガー&ドラゴンドラマスペシャル （2005年1月 TBS系） - メグミ 役
- 電車男デラックス〜最後の聖戦〜 （2006年9月 フジテレビ系） - 主演・青山沙織 役
- めぞん一刻 （2007年5月・2008年7月 テレビ朝日系） - 主演・音無響子 役
- 恋うたドラマSP第二夜「元気を出して」（2008年10月7日 TBS） - 主演・野村多美子 役
- 世にも奇妙な物語 〜2009春の特別編〜「輪廻の村」（2009年3月30日 フジテレビ系） - 主演・原田夕奈 役

### ドキュメンタリー・特別番組
- Tokyo美人物語〜本当のキレイを探す旅〜（2005年8月21日 日本テレビ系）
- 徹子の部屋（2022年9月1日、テレビ朝日）

### テレビアニメ
- アガサ・クリスティーの名探偵ポワロとマープル （2004年 NHK）「エンドハウス怪事件」（全3回） - ニック・バックリー 役

### テレビゲーム
- 007 エブリシング オア ナッシング（2004年 PS2ソフト）  - ミス・ナガイ 役

### ラジオドラマ
- 伊東美咲Spring Special〜あなたへと続く道〜（2007年3月18日 ニッポン放送）

### CM
- アサヒビール 「'99イメージガール」
- 日本ゲートウェイ
- 森永製菓 「アマンド・グリエ」「ICE BOX」他
- 資生堂 「ピエヌ」「MAQuillAGE」「HAKU」
- トヨタ自動車 「ナディア」（阿部寛との共演）
- 日立製作所 「Prius」「au・W52H」「au・Woooケータイ W53H」「au・Woooケータイ W62H」「au・Woooケータイ W63H」
- チョーヤ梅酒 「さらりとした梅酒」
- オンワード樫山  「組曲」
- ボシュロム・ジャパン 「メダリストワンデー」
- 日清食品 「Spa王」「ごんぶと」
- JR東日本 「LOVE TYO（東北地区限定）」
- マツダ 「デミオ」
- ANA 「04・沖縄線」「ANAカード」「成田空港第一ターミナル移転（速水もこみちとの共演）」
- キャドバリー・ジャパン 「リカルデントガム」
- ネスレ日本 「ネスカフェ サンタマルタオレ」「ネスカフェ サンタマルタアイス」「ネスカフェ "匠"（落語家の桂歌丸との共演、但しポスターは伊東のみのバージョンが殆どで2ショットバージョンは極少）」他
- ボーダフォン（現・ソフトバンクモバイル） 「家族通話定額」「メール定額」他
- 大和証券（平泉成との共演）
- 大和ハウス工業 「Dルーム」
- グンゼ
- みずほ銀行 「ロト6」「ミニロト」
- ダイドードリンコ 「デミタスコーヒー」
- アサヒグループ食品 「パーフェクトアスタコラーゲン」（2018年 - ）[15]

## 書籍

### 著作
- Twinkle Girls 美咲と女の子たちのガールズトーク。（2007年12月10日、アメーバブックス新社/幻冬舎）ISBN 978-4344991002

### 写真集
- Brilliant（1999年5月25日、ソフトガレージ、撮影：塚田和徳）ISBN 978-4921068219
- 美（2001年10月、学習研究社、撮影：武藤義）ISBN 978-4054014619
- 美咲（2003年9月24日、リトル・モア、撮影：上田義彦）ISBN 978-4898151013
- Fruits（2004年4月21日、リトル・モア、撮影：森本美絵）ISBN 978-4898151181
- 伊東美咲in映画『海猫』（2004年11月、角川書店、撮影：西村彩子）ISBN 978-4048537940

## 受賞歴
- 2003年
  - 第11回ベストスマイル・オブ・ザ・イヤー2003[16]
- 2004年
  - 第15回日本ジュエリーベストドレッサー賞 20代部門[要出典]
- 2005年
  - 第29回エランドール賞 新人賞 （『電車男』『ホットマン2』）[17][18]
  - 第28回日本アカデミー賞 新人俳優賞（『海猫』）[17]
  - 第34回ベストドレッサー賞 芸能部門
- 2006年
  - 第43回ゴールデン・アロー賞 放送賞（ドラマ部門）（『電車男』『危険なアネキ』）[17]
  - 第19回DVDでーた大賞 ベスト・タレント賞（『電車男』）
- 2007年
  - 第24回DTCダイヤモンド・パーソナリティ賞[19]